# Sosa (Portugal)
Pour les articles homonymes, voir Sosa.
Sosa, ou Soza est une paroisse civile portugaise (en portugais : freguesia) de la municipalité de Vagos dans le district d'Aveiro.

## Géographie
Sosa est située à l'est de Vagos, paroisse dont elle est séparée par la rivière Boco (pt). Elle est limitrophe des municipalités d'Ílhavo au nord, Aveiro au nord-est et Oliveira do Bairro au sud-est.
Sosa est desservie par l'autoroute A17 (sortie no 14), qui traverse l'est de la paroisse.

## Démographie
Lors du recensement de 2021, Sosa compte 2 817 habitants.